# Грамада (квартал на Благоевград)
Вижте пояснителната страница за други значения на Грамада.
Грамада е бивше село в Югозападна България, присъединено като квартал към Благоевград.

## Религия
В квартала се намира православната църква „Свети Николай Летни“.

## История
Грамада е основана вероятно в началото на XIX век от преселници от Пиянец.
В 1891 година Георги Стрезов пише за селото:
| „ | Грамада, на ЮЗ от Джумая, 1/2 час път, до Струма 1/4 час. Главното занятие е земледелие. Сее се добро качество тютюн. Няма ни черква, ни училище. 29 къщи български. | “ |

В 1895 година е открито училище в частен дом – днешното IV Основно училище „Димчо Дебелянов“. Според статистиката на Васил Кънчов („Македония. Етнография и статистика“) в 1900 година в Грамада живеят 250 души, всички българи-християни. По данни на секретаря на Българската екзархия Димитър Мишев („La Macédoine et sa Population Chrétienne“) в 1905 година в Грамада (Gramada) има 328 българи екзархисти и 48 власи. По данни на Неврокопската митрополия от 1907 година в селото има 231 българи християни.
При избухването на Балканската война в 1912 година двама души от Грамада са доброволци в Македоно-одринското опълчение. В селото влизат български части на 5/8 октомври 1912 година. След 1913 година селото остава в България. След 1920 година в Грамада се заселват власи от рилското село Арзач. В 1943 година всички арумъни от Грамада без две семейства се изселват в Румъния. Останалите две семейства се изселват през 50-те години.
В 1954 година селото е присъединено към Благоевград.
Население
- 1920 – 377 жители
- 1926 – 567 жители
- 1934 – 597 жители
- 1946 – 947 жители

## Личности
Родени в Грамада
- Апостол Иванчов (1865 – ?), македоно-одрински опълченец, четата на Никола Чавеов, Нестроева рота на 13 кукушка дружина[8]
- Давидко Георгиев (1892 - 1929), български революционер от ВМРО
- Стефан Калъпчиев (1921 – 1964), български офицер
- Христо Колев (1886 – ?), македоно-одрински опълченец, четата на Никола Чавеов, 3 рота на 7 кумановска дружина, 4 рота на 11 сярска дружина[9]